# منطقه حفاظت‌شده کوه قلات و تنگ سرخ
منطقه حفاظت‌شده کوه قلات و تنگ سرخ یکی از مناطق حفاظت‌شدهٔ  تحت مدیریت سازمان حفاظت محیط زیست ایران با وسعت ۱۱۰۰۰ هکتار است که در محدودهٔ شمال غربی شیراز در استان فارس و در مسیر شیراز به‌سمت یاسوج قرار دارد.

## تاریخچهٔ حفاظت
این منطقه در سال ۱۳۹۹ به‌عنوان منطقه شکارممنوع اعلام شد.
در تاریخ ۱۳ اردیبهشت ۱۴۰۳، در سی و هشتمین جلسه شورای عالی محیط زیست مصوب شد که با ارتقای سطح حفاظتی منطقه شکارممنوع کوه قلات و تنگ سرخ واقع در استان فارس، منطقه حفاظت‌شده کوه قلات و تنگ سرخ ایجاد شده و توسط اداره کل حفاظت محیط زیست استان فارس مورد حفاظت قرار گیرد.

## ویژگی‌های بوم‌شناختی
منطقه حفاظت‌شده کوه قلات و تنگ سرخ منطقه‌ای با پوشش و تنوع گیاهی بالا و محدوده ای تقریباً بکر است، هدف از ارتقا این منطقه این بوده که هم به عنوان فضای طبیعی نمونه در شیراز اهمیت دارد هم اینکه به علت پوشش گیاهی غنی حیات وحش به خوبی می‌تواند در آن احیا شود.

## تعارض‌ها و تهدیدها
تنگ سرخ در شمال غرب شیراز و دقیقاً در محل مجرای هوای این کلان‌شهر واقع شده و اهمیت بسیاری در سلامت هوای شیراز دارد. دخل و تصرف‌های غیرمجاز و غیرقانونی در پوشش استخراج سنگ و از بین‌بردن پوشش گیاهی در قالب طرح‌های کشاورزی و باغداری در این محدوده می‌تواند بر روی سلامت هوای شیراز اثر مخربی بر جای گذارد.